# SecurityFocus
SecurityFocus est un ancien site web anglophone de référence, consacré à la sécurité informatique. Il hébergeait un système de suivi de bugs et des vulnérabilités trouvés, plusieurs listes de diffusion sur la plupart des technologies liées à la sécurité, et publiait des offres d'emploi.
SecurityFocus a été acheté par la société Symantec en 2002, éditrice de Norton Antivirus. Sa disparition a été annoncée en 2010.